# Preston North End Football Club
Maillots
Actualités
Le Preston North End Football Club est un club de football professionnel anglais fondé en 1881 et basé à Preston dans le nord-ouest de l'Angleterre. Preston est un des clubs fondateurs du championnat anglais en 1888 et le premier champion d’Angleterre de l'histoire en 1889.
Preston North End a remporté les deux premiers championnats en réalisant la performance de ne perdre aucun match lors de la saison 1888-1889, championnat et coupe d’Angleterre réunis, signant même l'exploit de remporter tous ses matchs en FA Cup sans encaisser un seul but. Cela lui vaut alors le surnom d’« invincibles ». Il est le seul club à avoir réalisé cette performance, bien qu'Arsenal FC ait par la suite réussi à remporter la Premier League en 2003-2004 sans perdre un seul match également. Leur dernier trophée majeur est la FA Cup en 1938.
Le club joue depuis la saison 2015-2016 en EFL Championship (deuxième division anglaise).

## Histoire

### Les débuts
Preston North End est fondé en tant que club de cricket en 1862. Le club joue son premier match de cricket pendant l’été 1862 sur un terrain nommé The Marsh (le marais), situé à proximité de la rivière Ribble à Ashton-on-Ribble. Le club est ensuite connu sous le nom de Preston Nelson, mais cette information reste une hypothèse car on a retrouvé des traces de deux équipes nommées Nelson et North End ayant joué le même après-midi à deux endroits différents. Le club adopte rapidement le suffixe de North End en référence au quartier où il est implanté, à l’extrémité nord de la ville de Preston.
Le club déménage vers le quartier de Deepdale en janvier 1875. À ce moment-là North End adopte le rugby union comme deuxième sport dans le but d’attirer suffisamment de spectateurs pour financer l’équipe de cricket. Cette expérience échoue. Au même moment le club des Preston Grasshoppers est leur rival depuis quelques années. Les dirigeants du North End font le constat qu’il est impossible de rivaliser avec les deux ou trois mille spectateurs qui suivent chaque semaine leur rival. North End se tourne rapidement vers le Football Association qui connait alors un succès grandissant dans l'East Lancashire. Le 5 octobre 1878, Preston North End dispute son premier match de football et le perd sur le score d’un but à zéro contre Eagley FC. En mai 1880, le club adopte définitivement les règles du football qui devient ainsi son sport principal. Il joue dix matchs cette année-là, y compris un match contre les Blackburn Rovers le 26 mars 1881 au terme duquel Preston est écrasé 16-0. Preston North End continue à jouer au cricket pendant les mois d’été.

### L'envol des «Invincibles» (1880 - 1890)

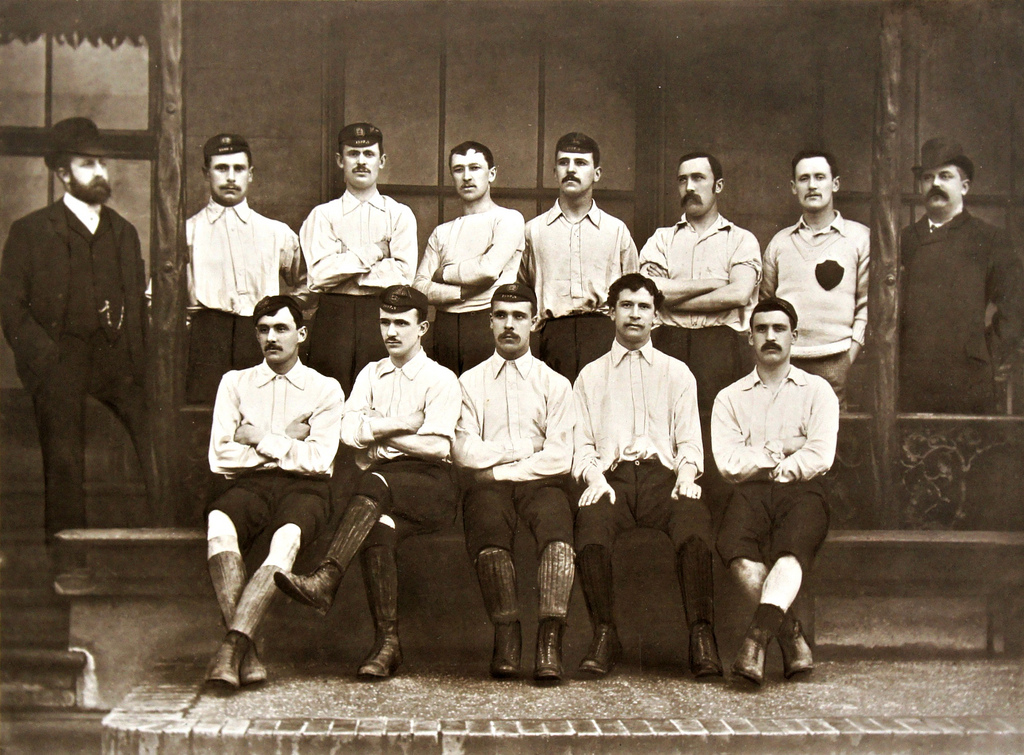
L'équipe de Preston North End de la saison 1888-1889.

Au cours des années suivantes, le club améliore progressivement les installations de Deepdale et augmente sa capacité d’accueil. Le Football Association devient une attraction majeure dans la ville et le dirigeant du club, le Major William Sudell, entend faire du North End une figure de ce sport à l’échelle de tout le pays. Le plan de Sudell est de recruter les meilleurs joueurs des autres régions, essentiellement d'Écosse. L'Écosse est alors un vivier de footballeurs pour un très grand nombre de clubs anglais, au point qu’on a appelé ces joueurs les professeurs écossais. Ils devaient être « récompensés » après chaque match et bénéficiaient de recommandations pour les emplois les mieux payés de la région de Preston. Cela déboucha bien sûr sur des accusations de professionnalisme proférées par ses principaux rivaux. En 1884 par exemple Upton Park FC vient à Deepdale pour un match de FA Cup et se plaint auprès de la fédération anglaise que l'équipe de North End n’est composée que de professionnels écossais. North End est alors exclu de la compétition, mais une menace de sécession de la part de trente-six équipes du nord de l’Angleterre, en vue de former éventuellement une fédération dissidente, force la fédération anglaise à légaliser le professionnalisme en 1885.
C'est ainsi que se forment les « invincibles » majoritairement recrutés en Écosse comme Nick Ross, son frère cadet Jimmy Ross mais aussi David Russell, John Goodall et Geordie Drummond. Il y a aussi des joueurs locaux dans l’équipe comme l’arrière Bob Holmes et l’ailier Fred Dewhurst. Au-delà du recrutement des meilleurs joueurs écossais, c’est aussi l’organisation tactique de l’équipe par Sudell qui va faire de North End les « Invincibles » : il met l’accent sur le travail d’équipe et fait en sorte que le talent individuel soit toujours au service du jeu collectif. En 1887, North End écrase Hyde FC sur le score de 26 à 0 au premier tour de la FA Cup. Cela reste le score record du football anglais.
En 1888, Preston North End fait partie des membres fondateurs du premier championnat d'Angleterre de football. Lors de la première saison, Preston s'empare du titre sans perdre le moindre match. Le club fait en même temps un parcours sans faute en FA Cup remportant tous leurs matchs sans encaisser le moindre but et termine ainsi l’année invaincu. Preston est donc le premier club à faire le doublé Coupe-Championnat. La légende des « Invincibles » est en marche. La saison suivante, l'équipe de Sudell remporte une nouvelle fois le championnat, même si le club concède ses deux premières défaites.
Ces deux titres en championnat restent à ce jour ses deux seuls titres de champion d'Angleterre.

### L'ère Tom Finney et les derniers éclats (1938 - 1964)
Le joueur le plus célèbre de Preston, Tom Finney, a rejoint le club en 1938. Ses débuts en équipe première ont été retardés jusqu'en 1946 par la Seconde Guerre mondiale, mais il a ensuite joué pour Preston jusqu'à sa retraite en 1960.
Il a été surnommé le "Preston Plumber" en raison de son activité professionnelle. Finney reste le meilleur buteur du club, avec 187 buts en 433 apparitions, et a également marqué 30 buts internationaux pour l'Angleterre en 76 apparitions.
Un an après la retraite de Finney, Preston a été relégué en deuxième division et n'est plus remonté dans l'élite du football anglais depuis. L'équipe a connu connu une saison mémorable en 1963–64 lorsque, dirigés par l'ancien joueur Jimmy Milne, ils ont terminé troisième de la deuxième division et atteint la finale de la FA Cup 1964, perdue 3–2 contre West Ham United.

### Dans les divisions inférieures (depuis 1964)
Preston est relégué pour la première fois en troisième division après la saison 1969-1970. Bien qu'ils aient été de nouveau promu la saison suivante, l'équipe passe 28 des 49 saisons depuis 1970 dans les deux divisions inférieures, dont une période de 19 saisons de 1981 à 2000. Le club connait un déclin presque fatal dans les années 1980, le nadir étant la saison 1985-1986, lorsqu'il a terminé 23e de la quatrième division et a dû se faire admettre à nouveau dans la football league.
Sous la direction de John McGrath, l'équipe récupère et est promue en troisième division seulement un an plus tard.
En 1994, le fabricant de chauffage Baxi rachère le club.
Le défenseur central de l'équipe, David Moyes, alors âgé de 34 ans, est nommé entraineur par le conseil d'administration contrôlé par Baxi en février 1998. Celui-fci fait monter le club en seconde division lors de la saison 1999-2000. Preston atteint la finale des barrages en 2001, mais est vaincu par Bolton Wanderers. Lors de la finale des barrages de 2005, sous le successeur de Moyes, Billy Davies, Preston est battu 1-0 par West Ham United.
À la suite de la vente par Baxi et du départ de Moyes pour Everton en 2002, l'équipe se stabilise en deuxième division dans les années 2000, mais de nouveaux problèmes survientent à la fin de la décennie, avec une ordonnance de liquidation de HM Revenue and Customs en 2010, et une relégation en troisième division en 2011. Les problèmes financiers sont résolus par l'homme d'affaires local Trevor Hemmings, déjà actionnaire, qui a acquis une part majoritaire du club en juin 2010. L'équipe est promue à nouveau, via les barrages, en 2015 et se maintient en EFL depuis.

## Palmarès et records
- Champion d'Angleterre : 1889, 1890.
  - Vice-champion d'Angleterre : 1891, 1892, 1893, 1906, 1953, 1958.
  - Troisième : 1938, 1957.
- Champion d'Angleterre de deuxième division : 1904, 1913, 1951.
- Vice-champion d'Angleterre de deuxième division : 1915, 1934.
- Champion d'Angleterre de troisième division : 1971, 2000.
- Champion d'Angleterre de quatrième division : 1996.
- Vice-champion d'Angleterre de quatrième division : 1987.
- Vainqueur de la FA Cup : 1889, 1938.
- Finaliste de la FA Cup : 1888, 1922, 1937, 1954, 1964.
- Finaliste du Football World Championship : 1887

## Stade
Deepdale était utilisé depuis 1875 en tant que stade du club de cricket, puis a été converti en terrain de football en 1878. C'est le plus ancien terrain de football au monde en termes d'utilisation continue par un club d'une ligue majeure. La plus grande fréquentation a été de 42 684 pour un affrontement de première division avec Arsenal en avril 1938.
En avril 1913, les suffragettes tentèrent d'incendier les tribunes de Deepdale dans le cadre de leur campagne terroriste pour le suffrage féminin, mais l'attaque fut déjouée.
Lorsque Baxi a pris le contrôle, un programme d'investissement ayant pour objectif principal de transformer Deepdale en un stade moderne a été lancé. L'ancien terrain a été démoli et reconstruit en quatre étapes, et la dernière des nouvelles tribunes a été ouverte en 2008. Une partie du réaménagement était le musée national du football d'origine, qui a ouvert ses portes à Deepdale en 2001, mais qui a été transféré à Manchester en 2012 après avoir été fermé pendant deux ans.
Le stade a une capacité assise de 23 404 places. Les dimensions actuelles du terrain sont de 110 x 75 mètres.

### Statue
The Splash commémore la légende de Preston, Tom Finney.
À l'extérieur du stand Sir Tom Finney se trouve une statue du célèbre joueur lui-même, connue sous le nom de "The Splash" ou "Tom Finney Splash". La statue, sculptée par Peter Hodgkinson et dévoilée en juillet 2004, s'inspire d'une célèbre photographie prise lors du match entre Chelsea et Preston en 1956, disputé à Stamford Bridge dans des conditions particulièrement humides.

## Joueurs et personnalités du club

### Effectif actuel
Le 1/8/2025
| N° | Nat.                                                  | Poste | Nom du joueur                           |
| -- | ----------------------------------------------------- | ----- | --------------------------------------- |
| 1  | Drapeau du Danemark                                   | G     | Daniel Iversen                          |
| 2  | Drapeau de l'Espagne                                  | D     | Pol Valentín                            |
| 3  | Drapeau du Monténégro                                 | D     | Andrija Vukčević                        |
| 4  | Drapeau de l'Angleterre                               | M     | Ben Whiteman ()                         |
| 6  | Drapeau de l'Écosse                                   | D     | Liam Lindsay                            |
| 7  | Drapeau de l'Irlande                                  | A     | Will Keane                              |
| 8  | Drapeau de l'Irlande du Nord (drapeau du Royaume-Uni) | M     | Ali McCann                              |
| 9  | Drapeau du Canada                                     | A     | Daniel Jebbison (prêté par Bournemouth) |
| 10 | Drapeau du Danemark                                   | M     | Mads Frøkjær-Jensen                     |
| 11 | Drapeau de l'Irlande                                  | M     | Robbie Brady                            |
| 12 | Drapeau de l'Angleterre                               | G     | Jack Walton                             |
| 13 | Drapeau du pays de Galles                             | G     | David Cornell                           |
| 14 | Drapeau de l'Angleterre                               | D     | Jordan Storey                           |
| 15 | Drapeau de l'Irlande du Nord (drapeau du Royaume-Uni) | M     | Jordan Thompson                         |
| 16 | Drapeau du pays de Galles                             | D     | Andrew Hughes                           |
| 19 | Drapeau de l'Angleterre                               | D     | Lewis Gibson                            |
| 20 | Drapeau de l'Angleterre                               | M     | Theo Carroll                            |

| No. | Nat.                      | Position | Nom du joueur                              |
| --- | ------------------------- | -------- | ------------------------------------------ |
| 21  | Drapeau de l'Angleterre   | M        | Alfie Devine (prêté par Tottenham Hotspur) |
| 22  | Drapeau de l'Islande      | M        | Stefán Teitur Þórðarson                    |
| 23  | Drapeau du Danemark       | A        | Jeppe Okkels                               |
| 24  | Drapeau de l'Angleterre   | A        | Michael Smith                              |
| 26  | Drapeau de l'Angleterre   | D        | Thierry Small                              |
| 28  | Drapeau du Monténégro     | A        | Milutin Osmajić                            |
| 35  | Drapeau de l'Angleterre   | M        | Noah Mawene                                |
| 42  | Drapeau de l'Angleterre   | D        | Odeluga Offiah                             |
| 44  | Drapeau de l'Angleterre   | M        | Brad Potts                                 |
|     | Drapeau de l'Argentine    | A        | Felipe Rodríguez-Gentile                   |
|     | Drapeau du pays de Galles | G        | James Pradic                               |
|     | Drapeau de la Pologne     | D        | Kacper Pasiek                              |
|     | Drapeau de l'Angleterre   | M        | Troy Tarry                                 |

### Entraîneurs
- 1881-1889 :  William Sudell
- 1889-1906 :  E.H. Bahr
- 1906-1915 :  Charlie Parker
- 1919-1923 :  Vincent Hayes
- 1923-1925 :  James Lawrence
- 1925-1927 :  Frank Richards
- 1927-1931 :  Alex Gibson
- 1931-1932 :  Lincoln Hyde
- 1936-1937 :  Tommy Muirhead
- 1949-1953 :  Will Scott
- 1953-1954 :  Scot Symon
- 1954-1956 :  Frank Hill
- 1956-1961 :  Cliff Britton
- 1961-1968 :  Jimmy Milne

### Joueurs emblématiques

#### Joueurs internationaux
Treize joueurs ont disputé au moins un match sous le maillot de l'équipe d'Angleterre alors qu'ils jouaient à Preston North End ce qui fait du club le trente-cinquième fournisseur de l'équipe nationale. Depuis sa création, le club a également fourni seize joueurs à l'équipe d'Écosse faisant du club le vingt-troisième fournisseur de cette équipe.
Le premier d'entre eux est l'attaquant Fred Dewhurst en 1886 qui marque onze buts en neuf sélections.
Le joueur totalisant le plus de sélections en étant au club est l'attaquant Tom Finney avec 76 sélections et trente buts entre 1946 et 1958, qui dispute les coupes du monde 1950, 1954 et 1958 alors qu'il joue au club. Après Finney suivent dans ce classement l'attaquant Fred Dewhurst avec 9 sélections et Robert Holmes avec 7 sélections dont trois en tant que capitaine entre 1888 et 1895. Le dernier joueur appelé en équipe d'Angleterre alors qu'ils portait le maillot de Preston North End est l'attaquant Tom Finney en 1958.
Le tableau suivant donne la liste actualisée au 1er septembre 2010 des joueurs de Preston North End en équipe d'Angleterre, le nombre de sélections et la période correspondante, ainsi que le nombre total de sélections en incluant les périodes où le joueur était dans un autre club de football.
| Joueur        | Sélections | Période   | Sél. (total) |
| ------------- | ---------- | --------- | ------------ |
| Fred Dewhurst | 9          | 1886–1889 | 9            |
| Bob Howarth   | 4          | 1887-1891 | 5            |
| John Goodall  | 4          | 1888-1889 | 14           |
| Robert Holmes | 7          | 1888-1895 | 7            |
| Frank Becton  | 1          | 1895      | 2            |

| Joueur             | Sélections | Période   | Sél. (total) |
| ------------------ | ---------- | --------- | ------------ |
| Dicky Bond         | 5          | 1905-1906 | 8            |
| Joseph McCall      | 5          | 1913-1920 | 5            |
| Archibald Rawlings | 1          | 1921      | 1            |
| Tommy Roberts      | 2          | 1923-1924 | 2            |
| Henry Holdcroft    | 2          | 1936      | 2            |

| Joueur              | Sélections | Période   | Sél. (total) |
| ------------------- | ---------- | --------- | ------------ |
| Tom Finney          | 76         | 1946-1958 | 76           |
| Bob Langton         | 2          | 1948-1949 | 11           |
| Tommy Thompson (en) | 1          | 1957      | 2            |
| Total               | 119        | 1886-1958 | -            |